# Karl Cornides
Karl Cornides (* 17. Februar 1911 in München; † 16. März 1989 in Rekawinkel in Niederösterreich) war ein österreichischer Journalist und Verleger.

## Leben
Der Sohn des Verlagsbuchhändlers Wilhelm von Cornides und dessen Ehefrau Cäcilie, geborene Oldenbourg, und älterer Bruder von Wilhelm Cornides legte 1930 die Abiturprüfung am Münchner Maximiliansgymnasium ab, unter anderem mit Franz Krapf, Karl-Heinrich Wirschinger, dem Verlegersohn Eberhard Oldenbourg (1911–2001), Klaus Piper, Sigmund Rehm und Karl Wilhelm Thilo. Anschließend studierte er und promovierte 1935 an der Ludwig-Maximilians-Universität in München im Fachbereich Staatswissenschaft.
1936 bis 1941 leitete er das Berliner Büro des Münchner  Oldenbourg-Verlags; 1945 bis 1947 war er als Chefredakteur der „Tiroler Nachrichten“ tätig. 1947 war er Mitbegründer des „Verlags für Geschichte und Politik“; 1957 gründete er gemeinsam mit Rudolf Carl Oldenburg eine Verlags-Filiale in Wien.
Karl Cornides heiratete im Jahr 1937 Walburga Freiin von Doblhoff (1913–1989). Er starb im Alter von 78 Jahren und wurde auf dem Friedhof in Schönau an der Triesting beigesetzt. Sein Sohn, der Jurist Thomas Cornides (1938–2017), trat 1967 in den Oldenbourg-Verlag ein. Er leitete seit 1972 als Geschäftsführer die Abteilung Geisteswissenschaft und 1983 bis 1998 den Gesamtverlag.
1948 richtete Karl Cornides in der von seinem Bruder Wilhelm Cornides herausgegebenen Zeitschrift „Europa-Archiv“ die Rubrik „Geist und Gegenwart“ ein. Als Verleger edierte er wichtige Werke zur österreichischen und europäischen Geschichte, unter anderem „Gesetze und Prinzipien der Politik“ von Charles Louis de Secondat de Montesquieu.

## Schriften
- Der deutsche Bücherpreis. Staatswissenschaftliche Dissertation vom 25. September 1935 an der Universität München. Oldenbourg, München 1935
- Charles Louis de Secondat de Montesquieu: Gesetze und Prinzipien der Politik. Herausgegeben, übersetzt und eingeleitet von Karl Cornides. Lux et humanitas Bd. 6. Pantheon-Verlag, Fribourg; Frankfurt a. M.; Wien 1949